# Aaron Bean

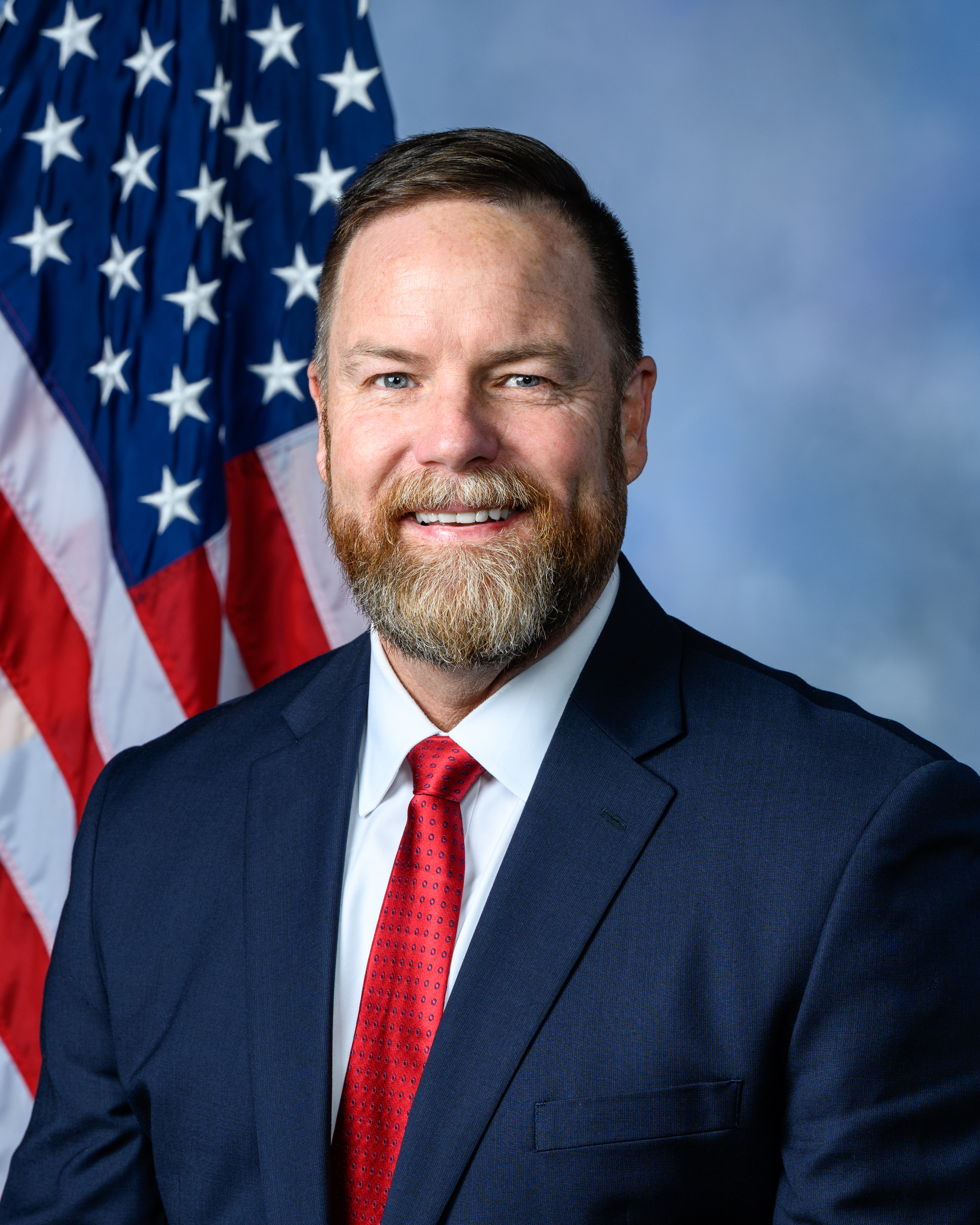
Aaron Bean (2023)

Aaron Paul Bean (* 25. Januar 1967 in Fernandina Beach, Nassau County, Florida) ist ein US-amerikanischer Politiker der Republikanischen Partei. Seit Januar 2023 vertritt er den 4. Distrikt des Bundesstaats Florida im US-Repräsentantenhaus. Dazu war er von 2000 bis 2008 Mitglied des Repräsentantenhauses von Florida und von 2012 bis 2022 des Senats von Florida.

## Leben
Bean besuchte bis 1985 die Fernandina Beach High School und erhielt 1989 einen Bachelor of Science in Finanzwissenschaften von der Jacksonville University, worauf er als Versteigerer, Unternehmer und im Marketing arbeitete. Er leitet den Fernandina Beach Rotary Club und ist Mitglied des Southside Businessmen's Club.
Bean ist mit Abby Bean verheiratet und hat drei Kinder.

## Politische Laufbahn
Beans politische Karriere begann mit dem Amt des Stadtrats seiner Heimatstadt Fernandina Beach, das er zwischen 1996 und 1999 ausführte. Dazu amtierte er 1997 bis 1999 als dessen Bürgermeister. Von 2000 bis 2008 war er Mitglied des Repräsentantenhauses von Florida, worauf er 2012 mit 62,2 % zum Vertreter des vierten Wahlbezirks im Senat von Florida gewählt wurde. 2020 bis 2022 war er President pro tempore des Senats von Florida.
Bei der Kongresswahl 2022 kandidierte er für den Posten des Vertreters des 4. Distrikt Floridas im Repräsentantenhaus. Der Amtsinhaber John Rutherford trat nämlich stattdessen erfolgreich im 5. Distrikt an. Nachdem Bean sich mit 68,1 % der Stimme in der republikanischen Vorwahl durchgesetzt hatte, gewann er mit 60,5 % der Stimme gegen die Demokratin LaShonda Holloway. Er wurde am 7. Januar 2023 als Mitglied des Repräsentantenhauses des 118. Kongresses vereidigt. Bei der folgenden Wahl 2024 zog er ohne Vorwahl in die Hauptwahl ein, Nachdem der einzige republikanische Herausforderer seine Kandidatur zurückgezogen hatte. In der Hauptwahl setzte er sich erneut gegen die Demokratin LaShonda Holloway mit 57,3 % durch. Seine aktuelle Legislaturperiode im 
119. Kongress dauert noch bis zum 3. Januar 2027.

### Ausschüsse
Bean ist aktuell Mitglied in folgenden Ausschüssen des Repräsentantenhauses:
- Committee on Education and the Workforce
  - Early Childhood, Elementary, and Secondary Education
  - Health, Employment, Labor, and Pensions
- Committee on Small Business
  - Contracting and Infrastructure
  - Oversight, Investigations, and Regulations
- Committee on Transportation and Infrastructure
  - Aviation
  - Coast Guard and Maritime Transportation
  - Highways and Transit